# Kozmodrom Bajkonur
Kozmodrom Bajkonur (rusko космодром «Байконур»; kazaško Байқоңыр ғарыш айлағы) je bil prvi in je največji kozmodrom na svetu. Nahaja se v kazaški stepi v Kazahstanu, približno 200 kilometrov vzhodno od Aralskega morja, severno od reke Sir Darja, v bližini železniške postaje Tjuratam. Nadmorska višina kozmodroma je 90 metrov. Po razpadu Sovjetske zveze je kozmodrom pripadel Kazahstanu, ki ima z Rusijo sklenjeno pogodbo o najemu do leta 2050. Poleg ruske vesoljske agencije Roskosmos uporabljajo kozmodrom tudi ruske letalsko-vesoljsko obrambne sile (Войска воздушно-космической обороны) -VVK.
Oblika področja je eliptična, okrog 90 kilometrov z smeri vzhod-zahod in 85 kilometrov v smeri sever-jug, kozmodrom se nahaja v sredini.
Kozmodrom je zgradila Sovjetska zveza v 50-ih letih 20. stoletja kot bazo za sovjetski vesoljski program. Izstrelišče je zelo dejavno z veliko komercialnimi, vojaškimi in znanstvenimi izstrelitvami. Vsi ruski leti s človeško posadko se izstreljujejo iz Bajkonurja.
Z Bajkonurja so izstrelili prvi umetni satelit na svetu Sputnik 1 leta 1957 in prvega astronavta Jurija Gagarina 12. aprila 1961 z raketo Vostok 1. Danes se še vedno uporablja ta izstrelitvena ploščad z imenom Ploščadka št. 1 ali Gagarinov start.

## Zgodovina
Sovjetska vlada je 12. februarja 1955 izdala direktivo za izstrelišče (NIIP-5; rusko Naučno-Issledovatel’skii Ispytatel’nyi Poligon N.5). Izstrelišče naj bi se uporabljalo za prvo medcelinsko (ICBM) raketo R-7 Semjorka. 
NIIP-5 so hitro razširili za polete v vesolje. Kraj je izbrala komisija pod vodstvom generala Vasilija Voznjuka, na odločitev je vplival tudi Sergej Koroljov, pozneje glavni mož sovjetskega vesoljskega programa. Izstrelišče je moralo biti karseda ravno, ker so radijske povezave tistega časa potrebovale nemotene direktne signale stotine kilometrov proč. Tudi trajektorija raket je morala biti čim dlje od naselitvenih mest zaradi potencialne nevarnosti. Bajkonur je bil lociran karseda južno, ker se hitrost rotacije veča, ko se bližamo ekvatorju. Bajkonur se nahaja na višji geografski širini kot ameriško izstrelišče Cape Canaveral ali pa francoski Kourou v Francoski Gvajani, ki leži skoraj ob ekvatorju. To omogoča izstrelitev precej težjih tovorov z isto raketo.
Kozmodrom je sicer bliže vasi Tjuratam kot Bajkonurju. Tudi termin kozmodrom se je pojavil kasneje, prej so uporabljali besedo poligon. S tem naj bi hoteli zavesti ameriške izvidnike in vohune. Izgradnja izstrelišča, tovarn, zgradb za bivanje, letališča in prometnih povezav sredi stepe je bila zelo drag projekt, eden najdražjih v Sovjetski zvezi.
Rusi hočejo biti neodvisni na vesoljskem področju, zato gradijo nov kozmodrom Vostočni, kljub temu, da jim Kazahstan za okrog 115 milijonov dolarjev letno dovoli uporabo Bajkonurja.